# Czibagałachskij chriebiet
Czibagałachskij chriebiet (ros. Чибагалахский хребет) – pasmo górskie w Rosji (Jakucja), w środkowej części Gór Czerskiego. 
Znajduje się między dolinami rzek Czibagałach i Tuostach (na północnym wschodzie), a doliną rzeki Narky (na południowym zachodzie). Rzeki Czibagałach i Tuostach oddzielają Czibagałachskij chriebiet od pasm Czemałginskij chriebiet i Dogdo, a rzeka Narky od pasma Borong. Długość pasma około 200 km, wysokość do 2449 m n.p.m..
Pasmo zbudowane ze skał metamorficznych, piaskowców i łupków.
Roślinność strefowa. W niższych partiach gór tajga (modrzew, sosna), wyżej karłowate limby i tundra górska.